# Guirne Creith
Guirne (M) Creith (Londen, 21 februari 1907 – 1996) was een Brits componiste. De naam die Welsh aandoet is een puur verzinsel van Gladys Mary Cohen, die de naam Guirne M Creith gebruikte om haar muzikale uitingen tentoon te spreiden.
Al op jonge leeftijd werd vastgesteld dat ze muzikaal talent had. Zelf zei ze ooit, dat ze op haar achtste meer dan gemiddelde belangstelling had voor muziek en dat dat nou niet bepaald binnen de gewone gang van zaken paste. Haar ouders waren met stomheid geslagen. Op zestienjarige leeftijd ging ze studeren aan de Royal Academy of Music en nam toen haar schuilnaam aan. Ze leerde aldaar componeren, piano bespelen en altviool bespelen. Haar composities wonnen meerdere prijzen, maar ze bleef vrij onbekend. Een stuk viel echt op; haar Rapunzel, dat ze schreef naar aanleiding van een bezoek van Ernst von Dohnányi met zijn  Boedapest Philharmonisch Orkest aan die Academie in 1928. ook toen bediende ze zich van haar schuilnaam.
Dat ze bezeten was van muziek bleek later toen ze de BBC telkenmale aanschreef, dat haar muziek het verdiende om gehoord te worden. Zeker voor 1927 een ongewone werkwijze voor een vrouwelijke componist. In 1928 werd haar initiatief beloofd met een uitvoering van een balletsuite en een symfonisch gedicht May Eve. Datzelfde Rapunzel kreeg pas veel later in 1934 een publieke uitvoering; men gaat er daarbij van uit dat Hamilton Harty (dirigent en collega-componist) de uitvoering leidde.
Guirne M Creith ging onzorgvuldig om met haar muziek en ook mededelingen over haar muziek. Vrienden, kennissen en familie hadden geen benul wat ze uiteindelijk had gecomponeerd. Men was dan ook verbaasd dat na haar dood in 1996 een manuscript opdook van een vioolconcert. Alleen aan het handschrift kon men uiteindelijk vaststellen, dat het werk zeer waarschijnlijk van haar hand is. De onbekendheid van haar werken is mede te danken aan het feit dat ze door een ongeluk haar hand zo blesseerde dat schrijven en muziek maken uiterst moeizaam ging. Na 1952 droogde daarom haar composities op en ging ze oenologie studeren en verdiepte zich in die tak van sport. Lesgegeven heeft ze nog wel, David Fanshawe was een van haar leerlingen.
Haar oeuvre is grotendeels verloren gegaan; de stichting, vermeld onder externe link, verzoekt iedereen die partituren van haar vindt, contact met hun op te nemen.

## Oeuvre
Sommige werken verschenen onder de naam Guirne Javal.

### Orkestwerken
- 1925; Balletsuite
- 1927: May Eve
- 1928: Rapunzel
- 1932-1934: Vioolconcert

### Kamermuziek
- 1926: Strijkkwartet
- 1926: Three Satirical preludes (ze gaf zelf de première in 1936)
- 1927: Ballade (waarschijnlijk voor piano solo)
- 1927: Fantasie sextet
- 1931-1932: Vioolsonate in Bes
- 1934?: A portrait gallery

### Vocale muziek
- 1926: Tranquillité
- 1929-1930 : Madrigaal
- 1938 : First love song
- 1956: My ship and I (eerder gecomponeerd)
- 1956: The Lamb (eerder gecomponeerd)
- 1956: Where go the boats (eerder gecomponeerd)

### Podiumwerk
- 1955-1958: Quest for Sita

### Boeken
- Gourmet cooking for everyone
- Beethoven and Wegeler
- Eating with wine
- Penelope’s Odyssey en Antoine (over Anton Bruckner) werden niet uitgegeven.